# Herdorf
Herdorf est une municipalité allemande située dans le land de Rhénanie-Palatinat et l'arrondissement d'Altenkirchen.

## Jumelages
- Saint-Laurent-du-Pont (France) depuis 1984